# Борщевский, Александр Степанович
Александр Степанович Борщевский (1886—1937) — большевик, деятель союза печатников, председатель ревкома Городского района Москвы.

## Биография
В 1900 был отдан учеником в одну из крупных московских типографий. В революционном движении принимал участие со времени первой всеобщей стачки московских печатников в 1903 году. В 1907 году был секретарем нелегального союза печатников Бутырского района. Член РСДРП (б) с 1906 года. В 1916 году руководил в московском союзе печатников борьбой против военно-промышленного комитета, в результате чего московский союз печатников открыто высказался против участия в его работах и против оборонческого лозунга классового мира. При участии Борщевского в 1916 году был организован в Москве журнал «Голос печатного труда», который в то время был единственным легальным большевистским журналом и проводил антиоборонческую линию.

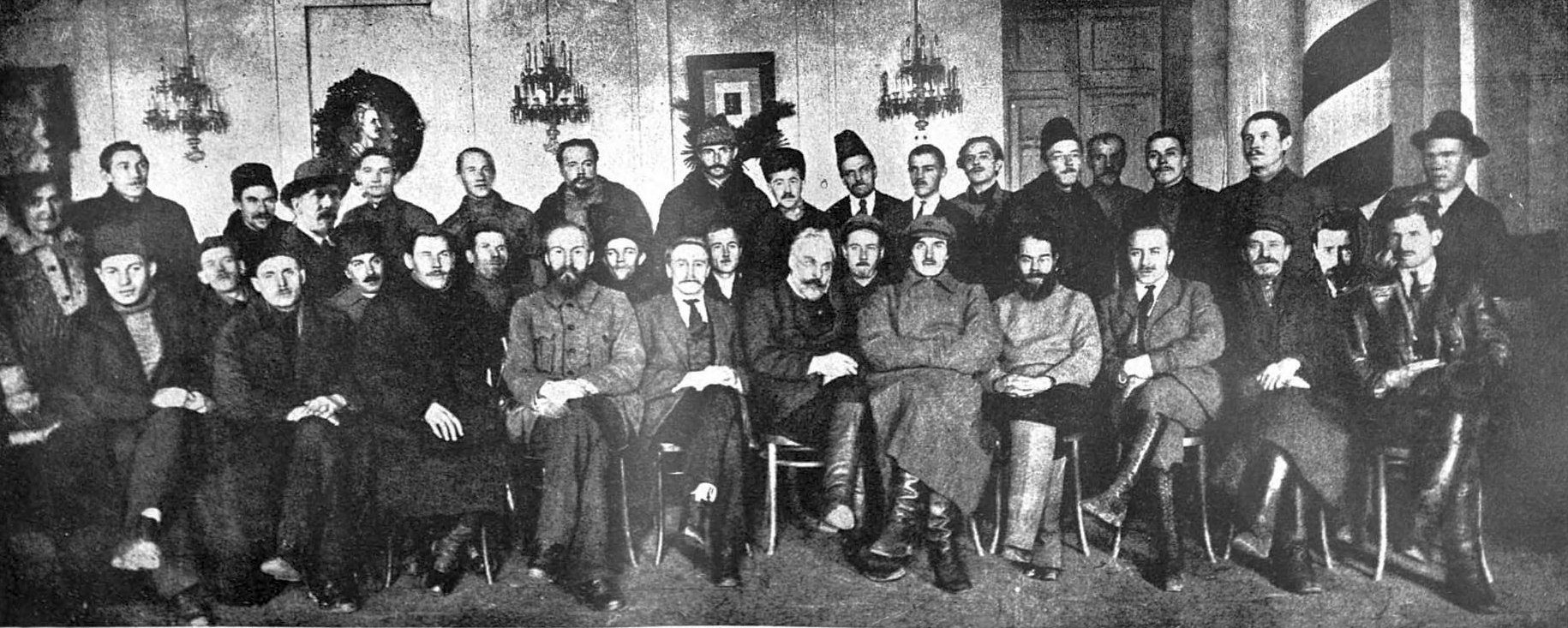
Группа членов Исполкома первого созыва Моссовета после Октябрьской революции.
Сидят (слева направо): 1) Игнатов, 2) Ратехин, 3) Корзинов, 4) Розенгольц, 5) Пискарёв, 6) Сальников, 7) Ангарский, 8) Борщевский, 9) Фельдман, 10) Каныгин, 11) Смидович, 12) Горкунов, 13) Сахаров, 14) Рогов, 15) Лисицин, 16) Радзивиллов, 17) Ногин, 18) Певунов.
Стоят (слева направо): 1) Темкина, 2) Илюшин, 3) Меркулов, 4) Рыков, 5) Заморёнов, 6) Будзыньский, 7) Обух, 8) Смирнов, 9) Савин, 10) Семашко, 11) Исаев, 12) Вознесенский, 13) Буровцев, 14) Белорусов, 15) Желтов, 16) Булочнинов, 17) Фонченко.

В дни Октября был председателем ревкома Городского района Москвы. С 1917 по 1920 год был членом Московского партийного комитета; с 1919 по 1922 год находился на хозяйственной работе. С 1922 года состоял председателем Московского губотдела союза печатников. Арестован 19.01.1937. Приговорен ВКВС 26.05.1937 по обвинению в участии в к.-р. тер.организации. Расстрелян 26.05.1937. Определением ВКВС от 11.04.1956 реабилитирован.